# 1. FC Vöcklabruck
Der 1. FC Vöcklabruck (offiziell 1. Fußballclub RFE Vöcklabruck) war ein Fußballverein aus der oberösterreichischen Stadt Vöcklabruck. Er spielte 2008/09 in der Ersten Liga, wo er den 12. Platz belegte. Danach stellte er den Spielbetrieb ein. Mit dem Vöcklabrucker Sportclub (kurz VB SC) wurde ein Nachfolgeverein gegründet, der in der niedrigsten oberösterreichischen Spielklasse neu begann.

## Geschichte

### Vorgängervereine (1926–1999)
Eng verbunden mit der Gründung des 1. FC Vöcklabruck ist die Geschichte der beiden Vorgängervereine, welche schon Jahrzehnte zuvor Amateurfußball mit mäßigem Erfolg boten. So wurde 1926 der SV Vöcklabruck (Vereinsfarben Schwarz-Weiß) mit eigener Fußballsektion gegründet, welche in den unteren Spielklassen zu finden war. 1953 und 1957 gelang der Aufstieg in die Oberösterreichische Landesliga (damals dritthöchste Spielstufe). Beide Male musste allerdings der SV schon nach einem Jahr wieder in untere Klassen absteigen. Erst 1977 gelang es dem SV Vöcklabruck, durch den Aufstieg in die 2. Landesliga West immerhin wieder die vierthöchste Spielstufe zu erreichen. Mehr als den vorletzten Platz und den sofortigen Wiederabstieg brachte aber auch diese Saison nicht ein. 1992 sollte sich das kurze Gastspiel in der 2. Landesliga ein letztes Mal wiederholen. Zumeist war der SV Vöcklabruck allerdings in der Bezirksliga zu finden.
Wesentlich später – 1961 – erfolgte die Gründung des Lokalrivalen ASKÖ Vöcklabruck (als ATSV). Die in Rot-Weiß spielende Fußballsektion schaffte 1985 den erstmaligen Aufstieg in die Bezirksliga. 1989 folgte der Abstieg und von 1994 bis zur Fusion 1999 spielte der ASKÖ erneut in der Bezirksliga.
Höhepunkte im Vöcklabrucker Fußball waren die Derbys. Das erste fand 1972 statt und endete mit einem 3:2-Sieg für den SV, das letzte Derby stieg im Frühjahr 1999, welches ebenfalls der SV mit 1:0 für sich entscheiden konnte. Insgesamt fanden zwischen ASKÖ und SV 26 Derbys statt. 15 davon entschied der SV für sich, sechs der ASKÖ und fünf endeten remis. Auch in Toren zeigt sich, dass der SV Vöcklabruck mit 47 Toren erfolgreicher war als der ASKÖ mit 26 Toren.

### Fusion und Gründung (1999)

Das Logo nach der Gründung 1999

Ständig blickten die beiden Stadtvereine allerdings auf kleinere, im Fußball aber erfolgreichere Nachbarorte im Bezirk wie Vöcklamarkt oder Timelkam auf, welche Erfolge auf Landesebene oder höher vorweisen konnten. Vöcklabruck dagegen konnte bislang keine entscheidende Rolle im Bezirk einnehmen, und die gute Stadioninfrastruktur der Stadt wurde seit Jahren nicht entsprechend genutzt.
Für zwei professionelle Vereine in einer Stadt war vor allem wirtschaftlich nicht genug Platz vorhanden. Daher lud das lokale Bezirksfernsehen (BTV) unter der Leitung von Oskar Stadler 1997 zu ersten Fusionsgesprächen zwischen den Lokalrivalen ein. Was folgte, waren mühsame Verhandlungen und Gespräche zwischen den Verantwortlichen, bis sich beide Traditionsvereine im Sommer 1999 auf eine Fusion einigen konnten. Hauptverantwortlich für diesen Erfolg waren Alois Resch (Präsident SV) und Hermann Knoll (Obmann ASKÖ). Am 21. Juni 1999 wurde der 1. FC RFE Vöcklabruck schließlich offiziell gegründet.

### Erfolgreiche Jahre (1999–2007)
Der mit den Vereinsfarben Grün-Gelb neu gegründete 1. FC Vöcklabruck wurde in der Bezirksliga (6. Spielklasse) eingegliedert, da beide Teams vor der Fusion in dieser Liga spielten. Schon im ersten Jahr gelang dem Club im Sommer 2000 unter Trainer Helmut Nussbaumer der überlegene Gewinn der Meisterschaft. Mit 21 Punkten Vorsprung gelang der Aufstieg in die 2. Landesliga. Trotzdem verabschiedete sich Trainer Helmut Nussbaumer in der Sommerpause, auf ihn folgte Albert Kabashi, der 2001 erneut einen Meistertitel und den Durchmarsch in die Oberösterreichliga fixieren konnte.
Mit großen Erwartungen startete der 1. FC Vöcklabruck die 4. Spielklasse, es folgte jedoch schnell die Ernüchterung. Neben zahlreichen sportlichen Misserfolgen scheiterte das Team unter anderem auch am Lokalrivalen Union Vöcklamarkt (0:4 und 1:3). Daher war als abgeschlagener Tabellenletzter (nur 3 Siege aus 26 Runden) ein sofortiger Wiederabstieg schon früh absehbar.
In der Sommerpause wurde Robert Tschaut als neuer Cheftrainer verpflichtet. An der Zielsetzung eines sofortigen Wiederaufstieges scheiterte man aber auch dieses Jahr. Während Kritiker bereits am Erfolg des noch jungen Vereines zweifelten, wurde das Team neu formiert, und 2004 konnte ein souverän erkämpfter Meistertitel gefeiert werden. Das darauffolgende zweite Gastspiel in der Oberösterreichliga gestaltete sich wesentlich erfolgreicher als das erste. Die Lokalrivalen wurden auf ihre Plätze verwiesen, und der 1. FC Vöcklabruck durfte sich 2005 erstmals Oberösterreichischer Landesmeister nennen, ein Titel, der es bislang noch nie in die Bezirksstadt geschafft hatte. Nach dem erfolgreichen Durchmarsch in die Regionalliga erreichte man im darauffolgenden Jahr bedeutend weniger. Die Umstellung auf die neue Spielklasse gelang nicht nach Wunsch, die Mannschaft musste die ganze Saison gegen den Abstieg kämpfen. Auch im ÖFB-Cup schieden die Vöcklabrucker am 27. September 2005 vor 1.000 Zuschauern bereits in der ersten Runde gegen den favorisierten LASK mit einer 0:2-Heimniederlage aus. Um den drohenden Abstieg abzuwenden, wurde im Mai 2006 Meistertrainer Robert Tschaut entlassen und der ehemalige Bundesliga-Spieler Manfred Bender verpflichtet. Dem gelang das Kunststück, den 1. FC Vöcklabruck dank besserer Tordifferenz doch noch in der 3. Leistungsklasse zu halten.
Das darauffolgende Jahr sollte weitaus erfolgreicher werden. Nach dem knappen Gewinn der Herbstmeisterschaft 2006/07 wurden auch die Ziele höher gesteckt. Nach einer harten Vorbereitung und mit 7 neuen Spielern enttäuschten die Vöcklabrucker allerdings, die Titelambitionen mussten relativ rasch begraben werden. Wenige Runden vor Saisonende wechselte Trainer Manfred Bender nach nur einem Jahr vorzeitig zum Bundesligisten SCR Altach.
Mit Frenkie Schinkels konnte im Mai 2007 erstmals ein Trainer aus der Bundesliga in der Bezirkshauptstadt engagiert, werden. Schinkels, der noch wenige Monate davor den amtierenden Meister FK Austria Wien betreut und zum Meistertitel geführt hatte, beendete die Saison auf Platz fünf. Im darauffolgenden Herbst führte Frenkie Schinkels den 1. FC Vöcklabruck souverän mit sieben Punkten Vorsprung zum erneuten Herbstmeistertitel. In der Winterpause erfolgte die Trennung von Trainer Frenkie Schinkels, der den zahlreichen Lockrufen von Clubs aus der Bundesliga folgte und zum SK Austria Kärnten wechselte.

### Aufstieg und Erste Liga (bis 2009)
Nachfolger auf dem Trainerposten wurde Andrzej Lesiak. Der 1. FC Vöcklabruck spielte auch unter dem neuen Trainer sehr erfolgreich weiter und konnte am 20. Mai 2008 mit einem 4:3-Heimsieg über die SK Sturm Graz Amateure vier Runden vor Schluss den Aufstieg in die Erste Liga (2. Leistungsklasse) fixieren. Den Meistertitel in der Regionalliga Mitte erkämpfte sich die Truppe um Kapitän Manfred Rothbauer letztendlich eindrucksvoll mit 16 Punkten Vorsprung.
Die erste Saison in der Ersten Liga war von einem schwierigen Kampf um den Klassenerhalt gezeichnet, auch wenn der 1. FC Vöcklabruck nach der 5. Runde kurzzeitig auf Platz zwei stand. Im ÖFB Cup schied der Club erneut bereits im Herbst aus. Gegen den Bundesliga-Tabellenführer Red Bull Salzburg war auswärts bei einer 2:4-Niederlage trotz einer guten Leistung nicht viel zu holen.
In der Winterpause 2008/09 überwinterte der Verein auf einem Abstiegsplatz. Interne Unstimmigkeiten führten zum Wechsel des Sportdirektors, und auch Trainer Andrzej Lesiak musste am 8. Jänner 2009 den Trainersessel zugunsten von Dejan Stanković räumen. Jedoch brachte auch dieser Wechsel keine Wende, und nach dem Saisonende stand der letzte Tabellenplatz zu Buche. Der Verein musste somit in die Regionalliga Mitte absteigen.

### Auflösung nach der Saison 2008/09
Nach dem Abstieg aus der Ersten Liga folgte mit dem Rückzug des an der Gründung wesentlich mitbeteiligten Vöcklabrucker Unternehmers Alois Resch, der seit 1999 auch Präsident des Vereines war, der nächste Rückschlag. Reschs Firma „Resch Eisen, Gase und Transporte“ (RFE) war zugleich der Haupt- und Namenssponsor des Vereines. Diesen Verlust konnte der 1. FC Vöcklabruck nicht wettmachen und stellte den Spielbetrieb noch vor Beginn der Saison 2009/10 ein. Am 9. Juli 2009 wurde mit dem Vöcklabrucker Sportclub ein Nachfolger gegründet, der in der niedrigsten Spielklasse neu beginnen musste.

## Letzter Kader vor der Vereinsauflösung (Frühjahr 2009)

### Sportliche Leitung
| Funktion           | Name              | Geburtsdatum       | Nationalität | letzter Verein    |
| ------------------ | ----------------- | ------------------ | ------------ | ----------------- |
| Trainer            | Dejan Stanković   | 17. September 1957 | Österreicher | FC Waidhofen/Ybbs |
| Co-Trainer         | Michael Schwaiger | 3. Februar 1970    | Österreicher | Braunau           |
| Sportlicher Leiter | Helmut Nussbaumer |                    | Österreicher | LASK Linz         |

### Spieler
| Rücken- nummer | Name                    | Geburtsdatum       | Nationalität             | Zugang   | letzter Verein          |
| Torhüter       | Torhüter                | Torhüter           | Torhüter                 | Torhüter | Torhüter                |
| -------------- | ----------------------- | ------------------ | ------------------------ | -------- | ----------------------- |
| 1              | Florian Kreuzwirth      | 11. Juli 1987      | Österreicher             | 2008     | SC Schwanenstadt        |
| 22             | Martin Schlögl          | 12. Mai 1981       | Österreicher             | 2006     | SC Schwanenstadt        |
| 29             | Markus Feuerfeil        | 29. Dezember 1980  | Österreicher             | 2007     | TSV Hartberg            |
| Verteidigung   |                         |                    |                          |          |                         |
| 2              | Thomas Pirker           | 17. Jänner 1987    | Österreicher             | 2009     | SK Austria Kärnten      |
| 3              | Thomas Winkler          | 23. Oktober 1984   | Österreicher             | 2006     | LASK Linz               |
| 6              | Michael Winsauer        | 6. August 1982     | Österreicher             | 2008     | SC-ESV Parndorf 1919    |
| 13             | Peter Riedl             | 12. Mai 1982       | Österreicher             | 2006     | FC Blau-Weiß Linz       |
| 15             | Thomas Laganda          | 8. September 1986  | Österreicher             | 2007     | SC Schwanenstadt        |
| 18             | Sandro Samwald          | 3. Juni 1986       | Österreicher             | 2009     | FC Wacker Innsbruck     |
| 23             | Christoph Schösswendter | 16. Juli 1988      | Österreicher             | 2008     | SV Grödig               |
| 25             | Mihael Rajić            | 8. Oktober 1984    | Österreicher             | 2009     | SCR Altach              |
| Mittelfeld     |                         |                    |                          |          |                         |
| 4              | Igor Sekić              | 15. Februar 1981   | Österreicher             | 2009     | DSV Leoben              |
| 5              | Andreas Feichtinger     | 10. November 1978  | Österreicher             | 2007     | SC Austria Lustenau     |
| 7              | Michael Obermair        | 4. Jänner 1984     | Österreicher             | 2008     | Red Bull Salzburg Amat. |
| 9              | Alexander Hörtnagl      | 14. Oktober 1980   | Österreicher             | 2009     | SC-ESV Parndorf         |
| 10             | Matthew Mendy           | 13. Juni 1983      | Gambier                  | 2008     | KFC Uerdingen 05        |
| 14             | Bernd Winkler           | 13. August 1979    | Österreicher             | 2008     | SCR Altach              |
| 16             | Michael Gruber          | 22. März 1983      | Österreicher             | 2008     | TSV Hartberg            |
| 17             | Dominik Hackinger       | 19. November 1988  | Österreicher             | 2008     | SV Grieskirchen         |
| 19             | Devid Stanisavljevic    | 17. Juli 1987      | Serbe                    | 2008     | SV Bad Aussee           |
| 20             | Carlos Martínez         | 29. März 1989      | Spanier                  | 2009     | FC Cádiz                |
| 30             | Mario Steiner           | 12. Dezember 1982  | Österreicher             | 2008     | FC Kärnten              |
| Angriff        |                         |                    |                          |          |                         |
| 8              | Rade Djokić             | 23. Juni 1983      | Bosnier                  | 2008     | SV Ried                 |
| 11             | Diego Rottensteiner     | 11. Mai 1984       | Österreicher             | 2008     | Kapfenberger SV         |
| 12             | Christian Falk          | 1. April 1987      | Österreicher             | 2008     | SV Bad Aussee           |
| 21             | Silva Reinaldo Ribeiro  | 8. Juni 1981       | Brasilianer Österreicher | 2009     | SCR Altach              |
| 27             | Ronniery Brito Pereira  | 20. September 1986 | Brasilianer              | 2009     | Oeste FC                |
| 28             | Marcos                  | 5. April 1990      | Brasilianer              | 2009     | EC Democrata            |

## Spieler und Trainer
Weitere Spieler und Trainer sind in der Kategorie:Person (1. FC Vöcklabruck) zu finden.

## Stadion
Die Heimspiele des 1. FC Vöcklabruck fanden im Voralpenstadion Vöcklabruck statt. Die Mehrzweckanlage besitzt alle Anlagen für die Leichtathletik und bietet ein Fassungsvermögen von 4.400 Zuschauern, davon 1.000 überdachte Sitzplätze.

## Erfolge
- Meister Regionalliga Mitte: 2008
- Oberösterreichischer Landesmeister: 2005
- Meister Landesliga West: 2001, 2004
- Meister Bezirksliga Süd: 2000

## Galerie

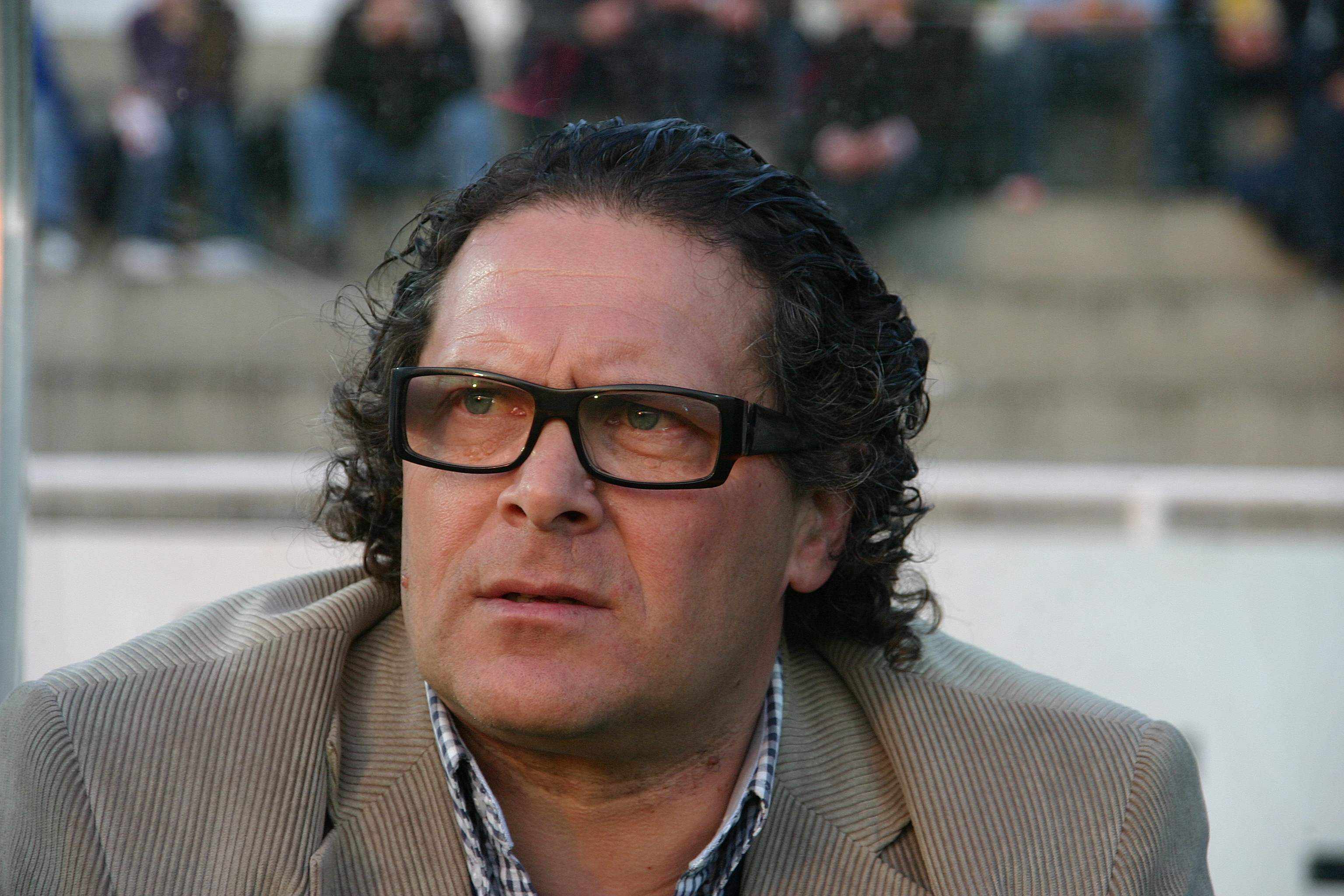
Trainer Dejan Stanković
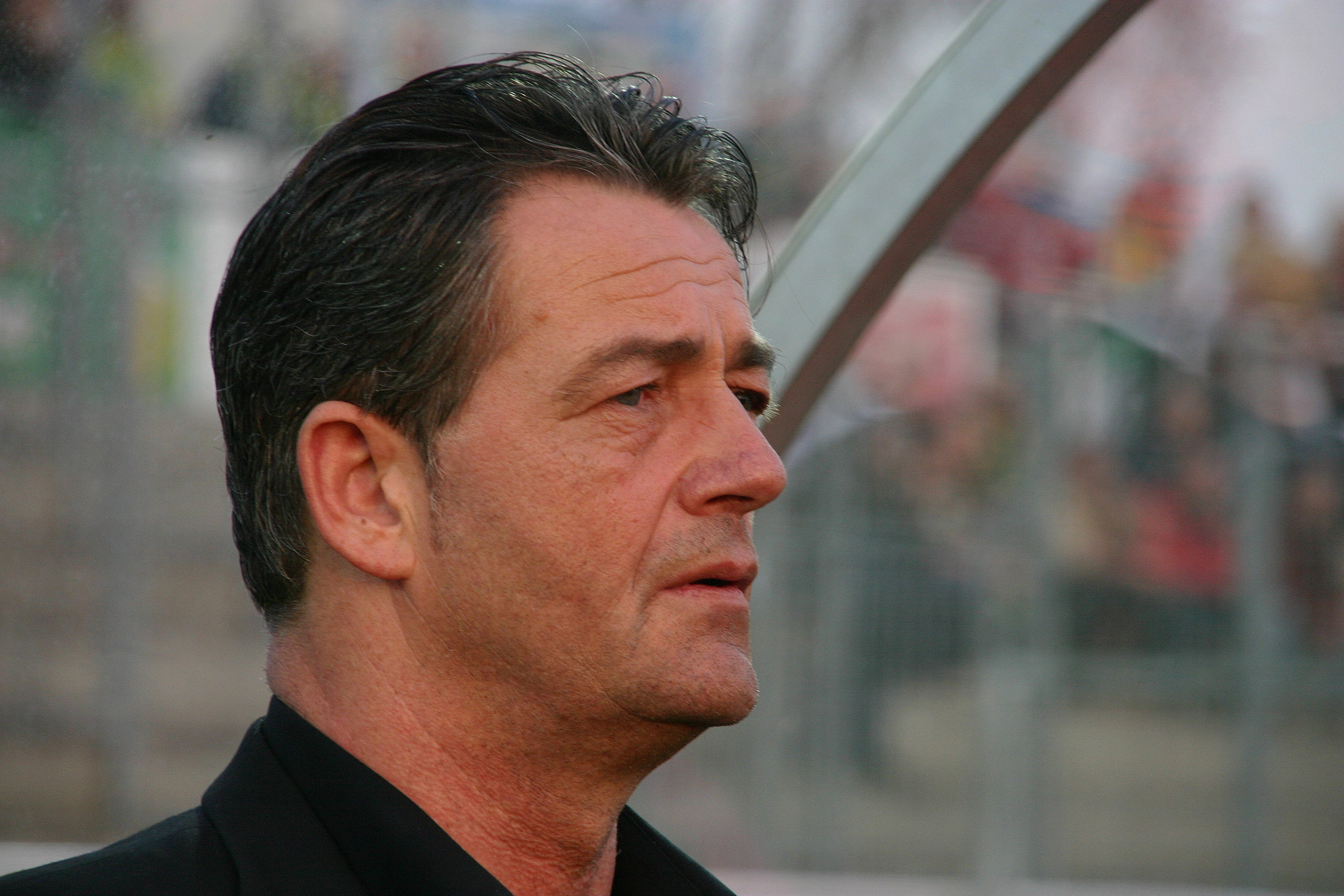
Sportlicher Leiter Helmut Nussbaumer
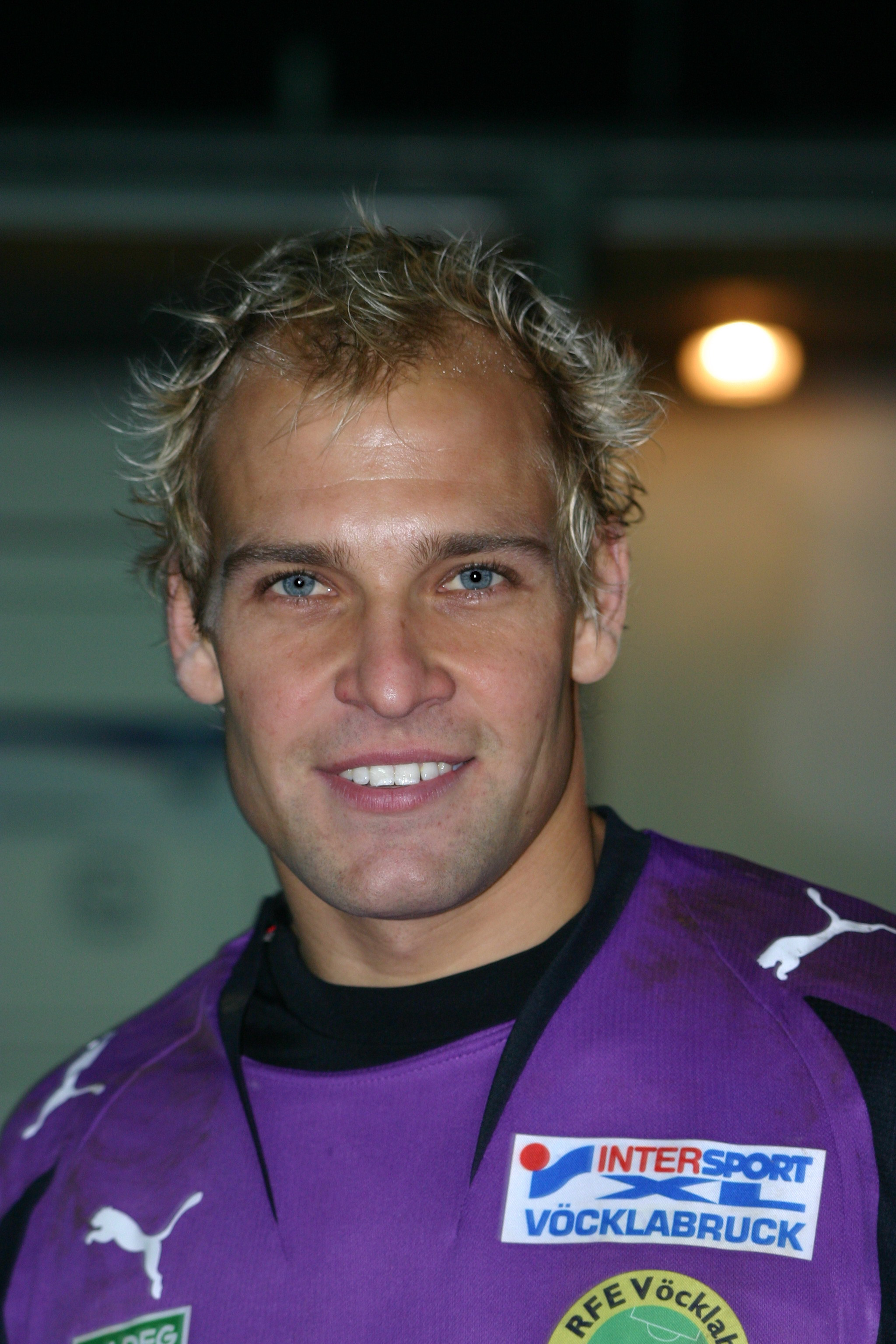
Kapitän und Torhüter Markus Feuerfeil
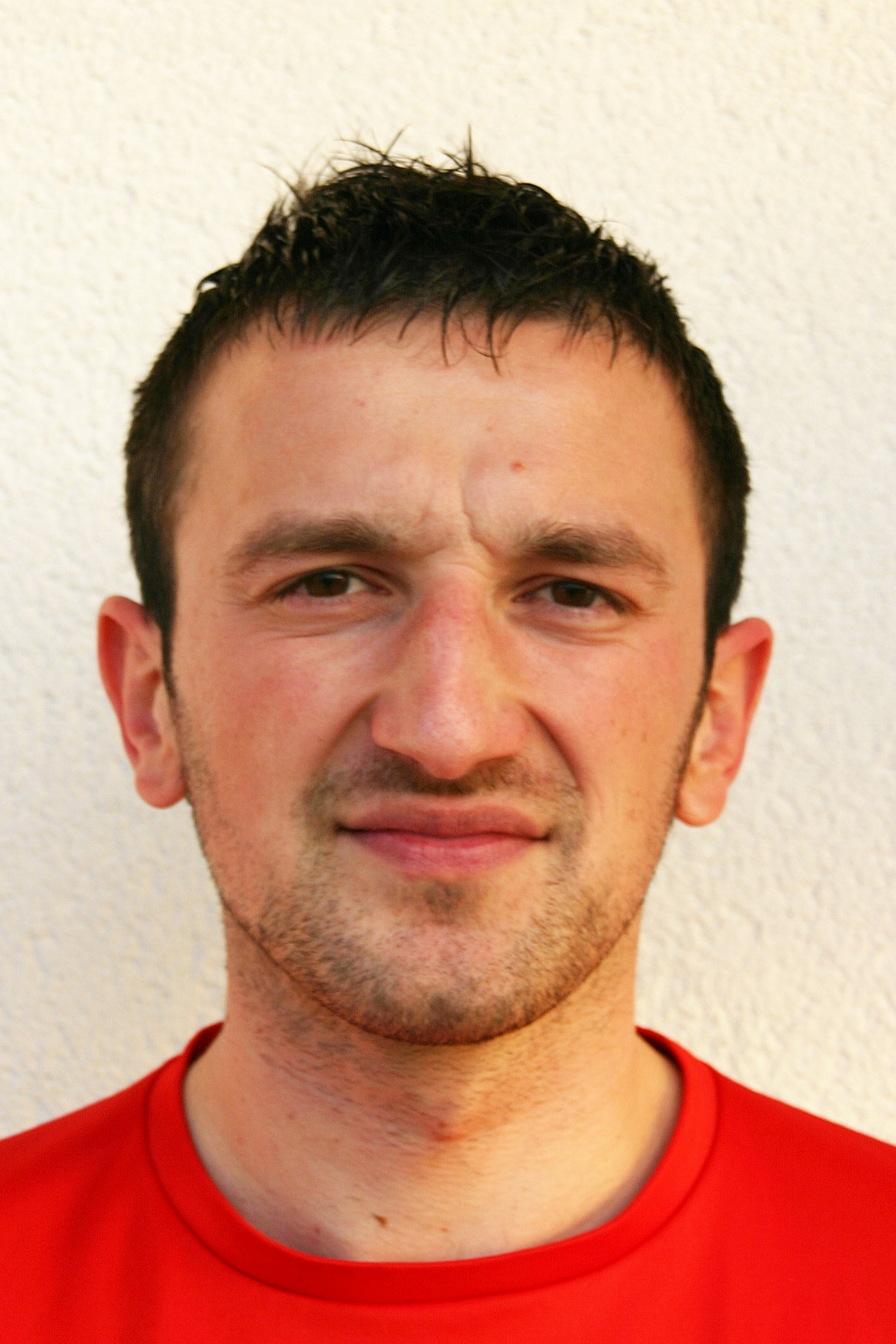
Rade Djokic
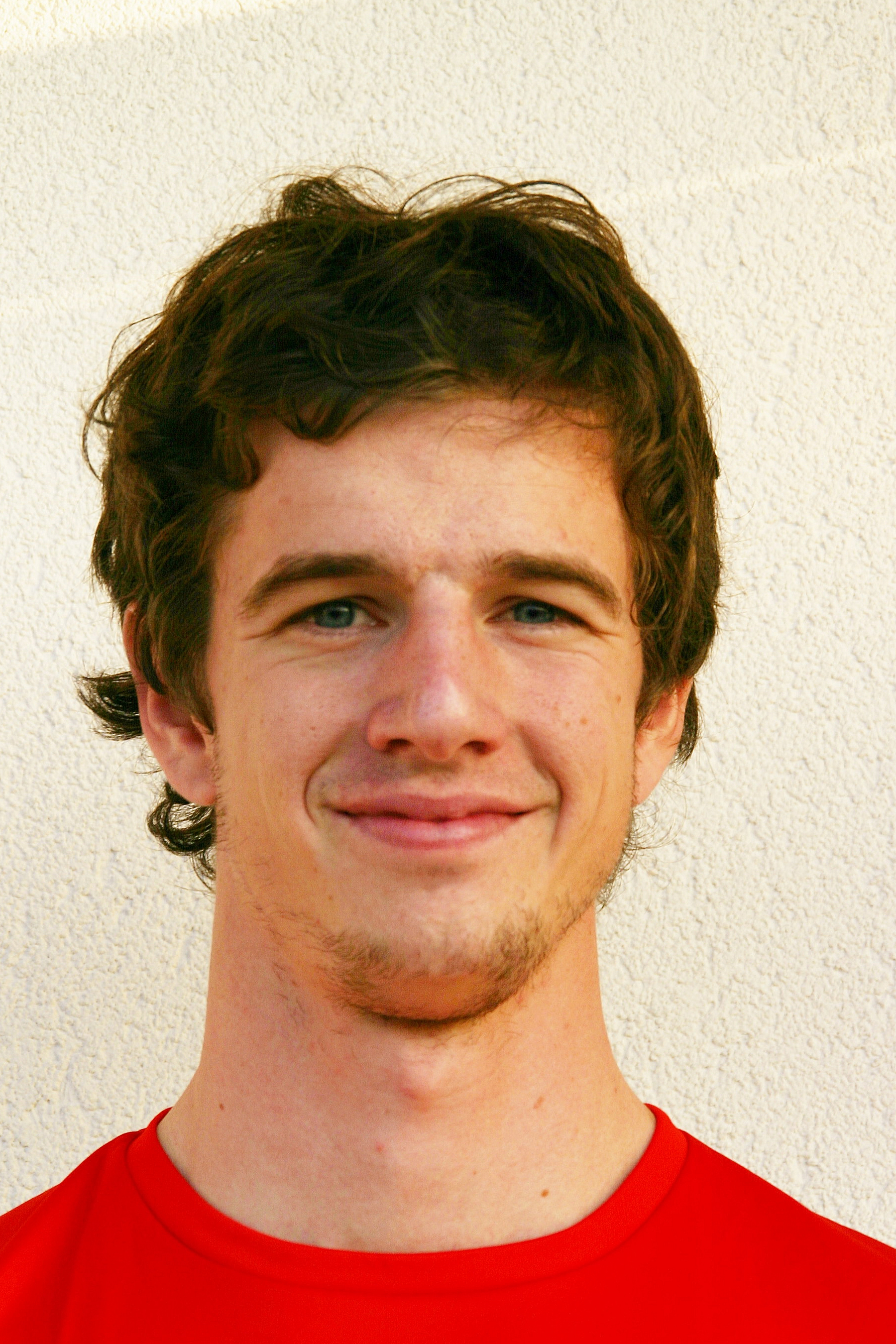
Christian Falk
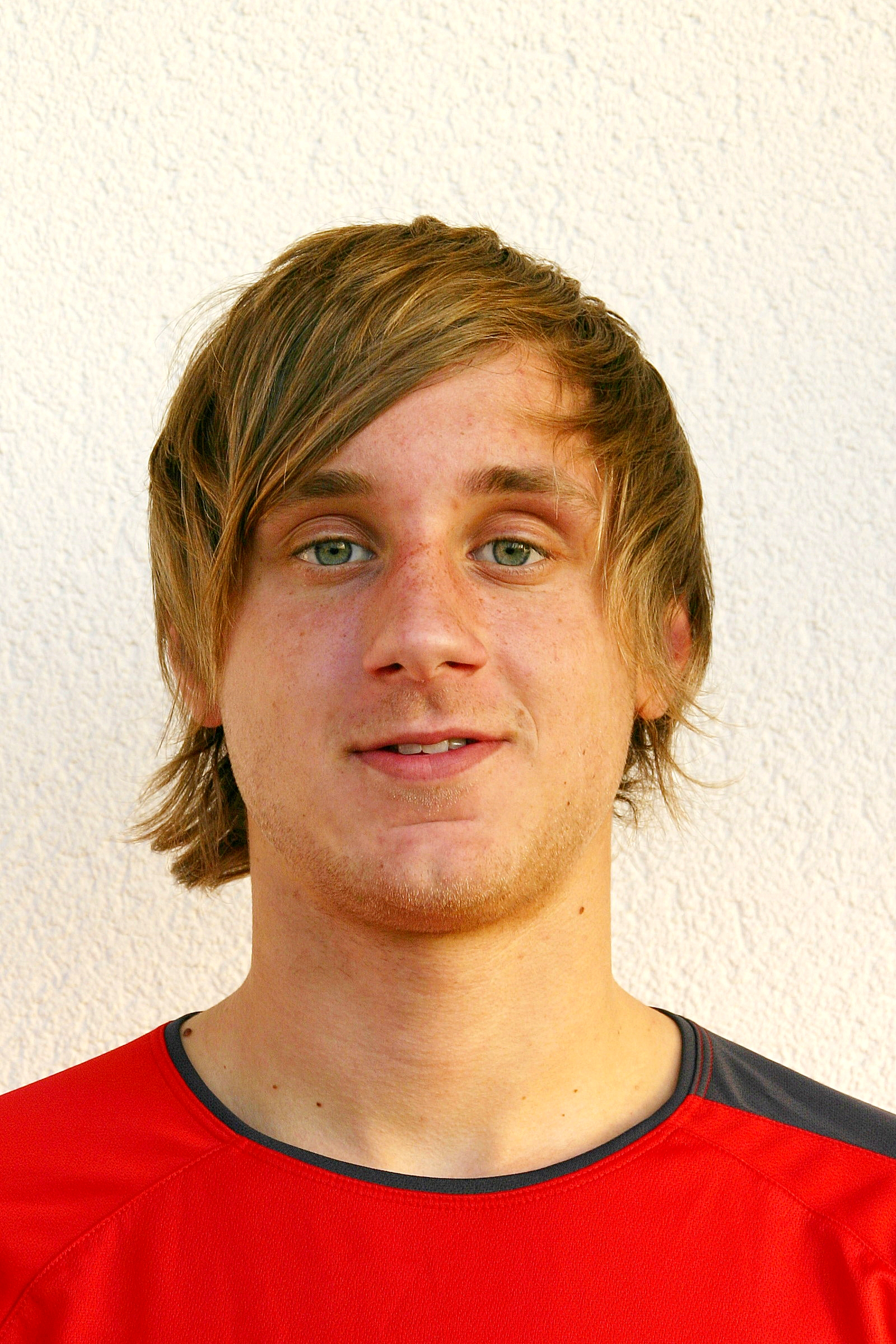
Dominik Hackinger
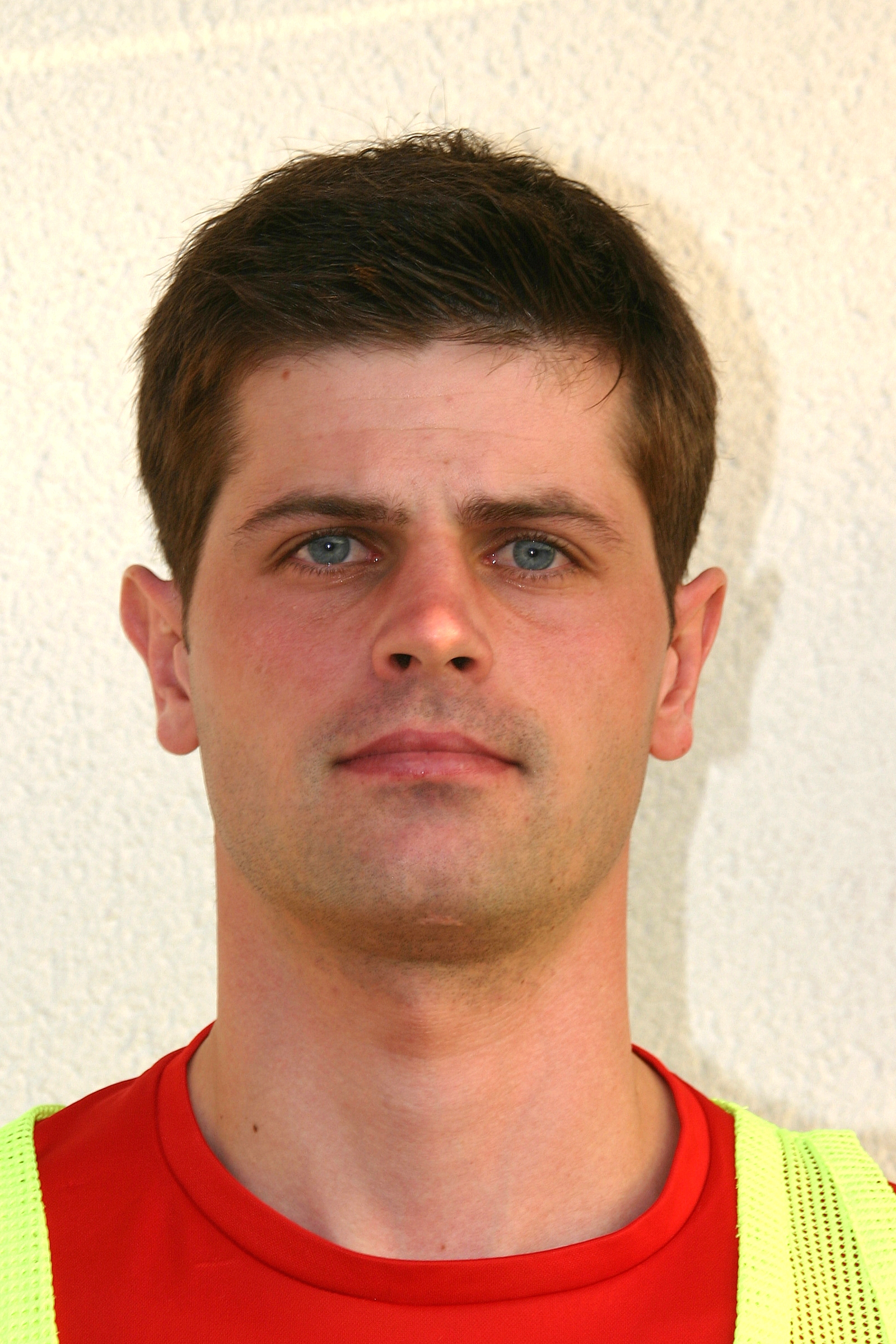
Alexander Hörtnagl
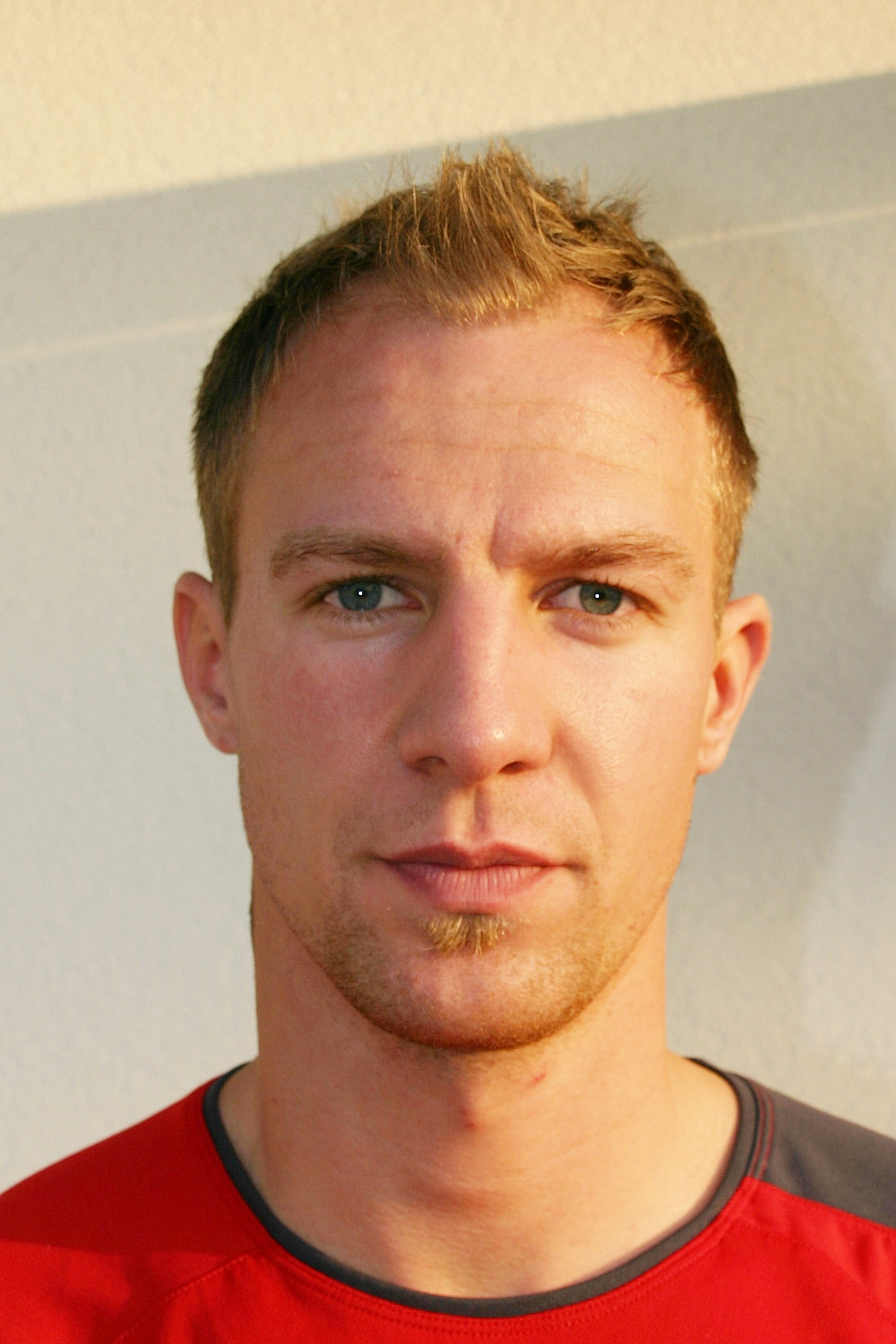
Daniel Hofer
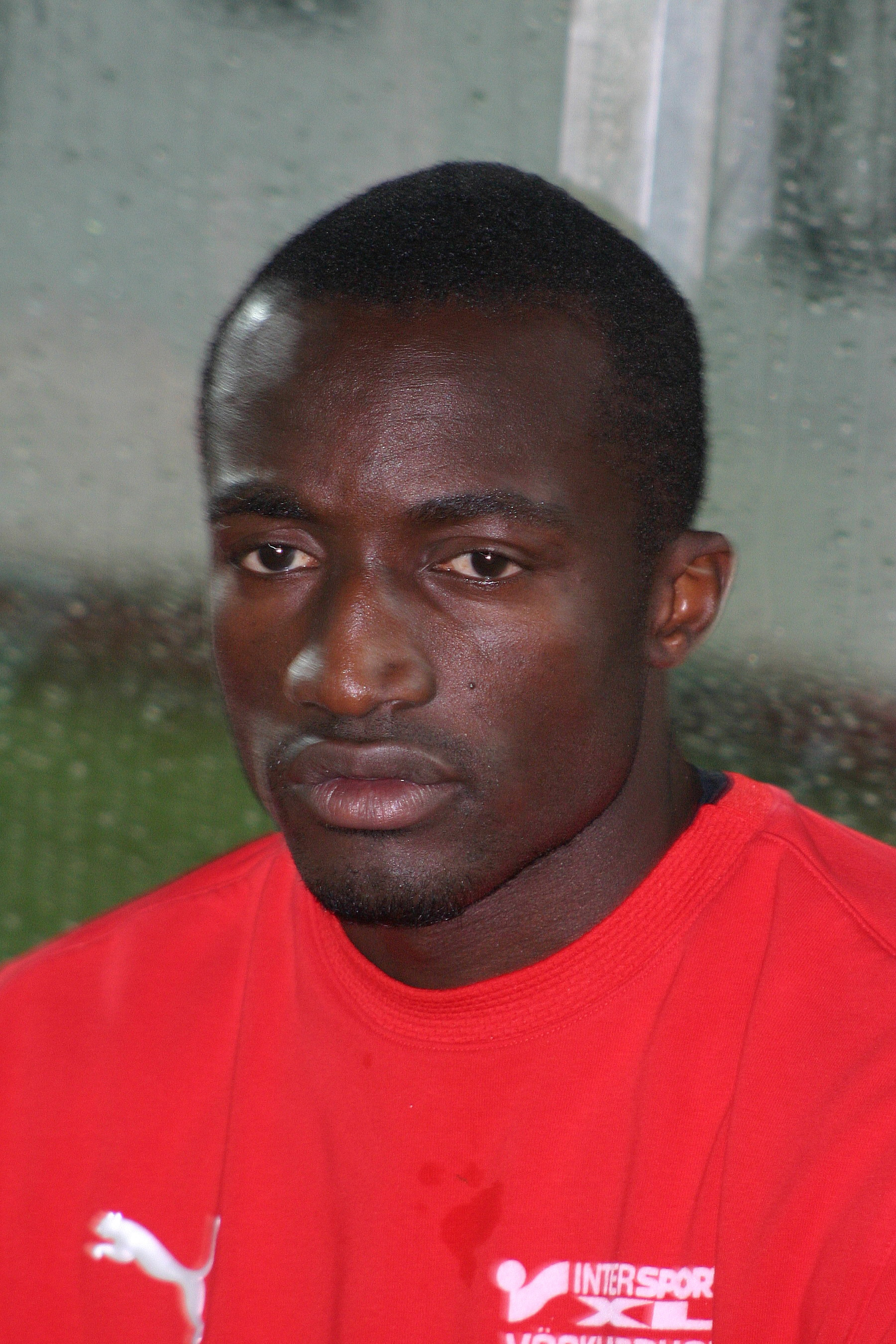
Matthew Mendy
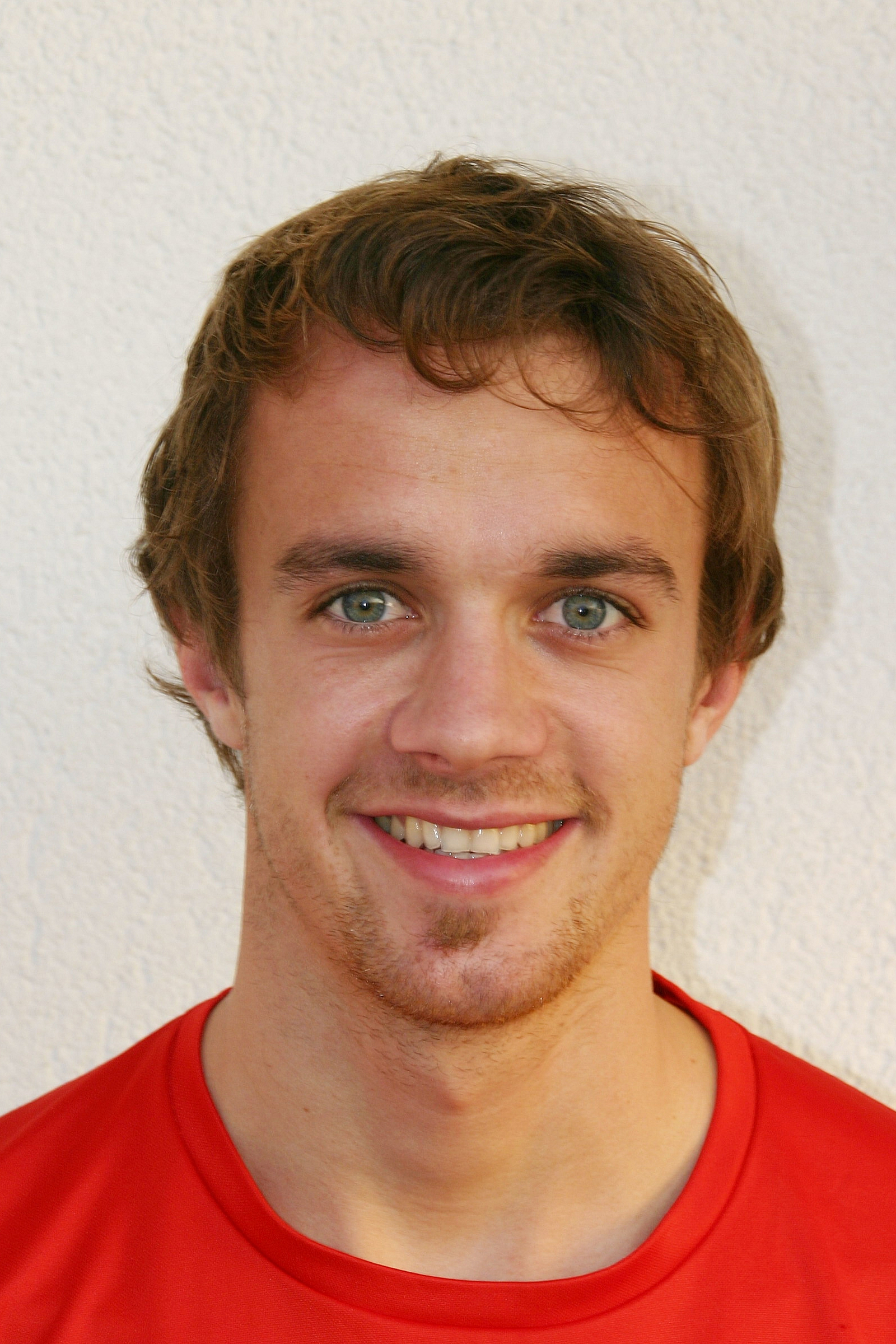
Michael Obermair
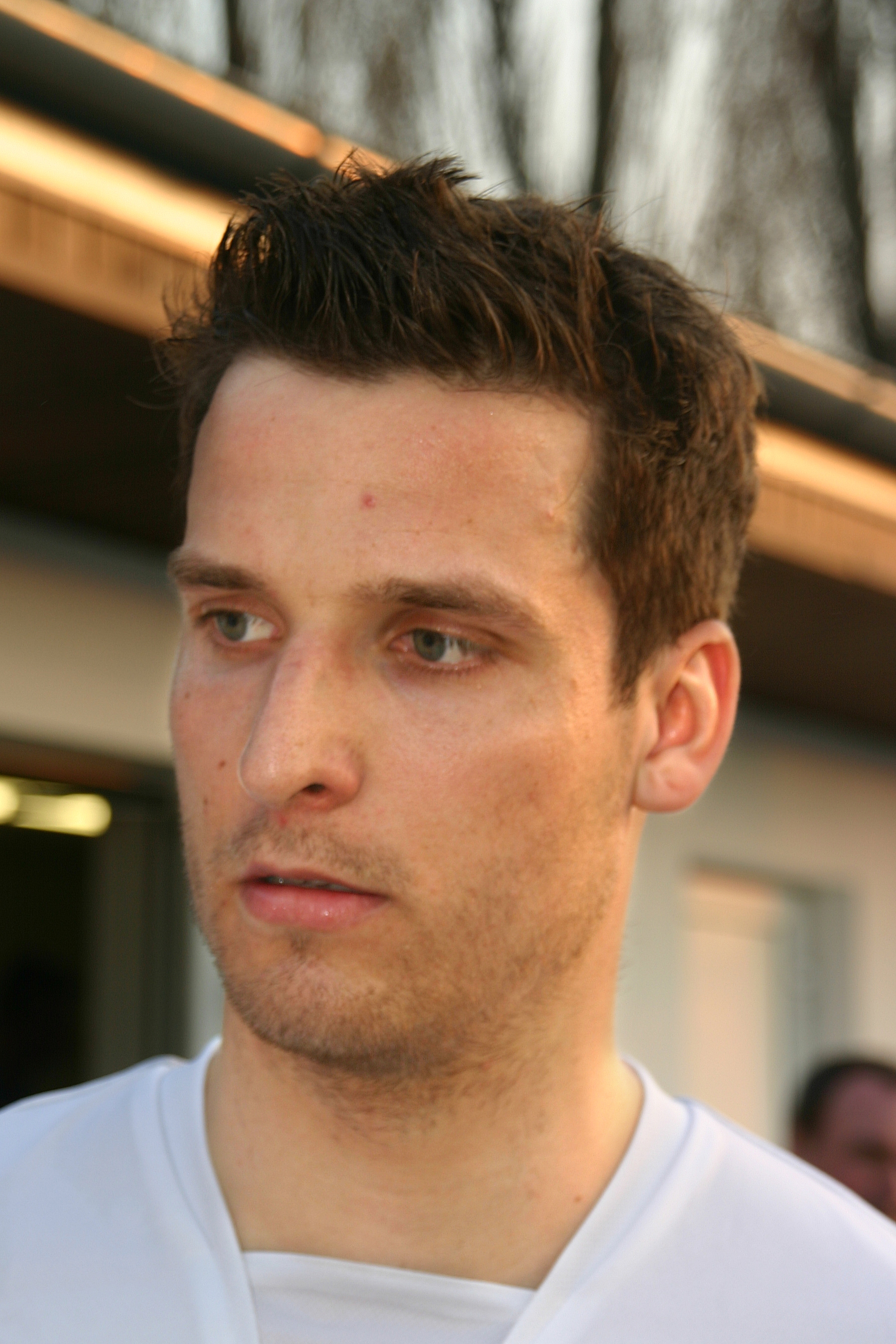
Thomas Pirker
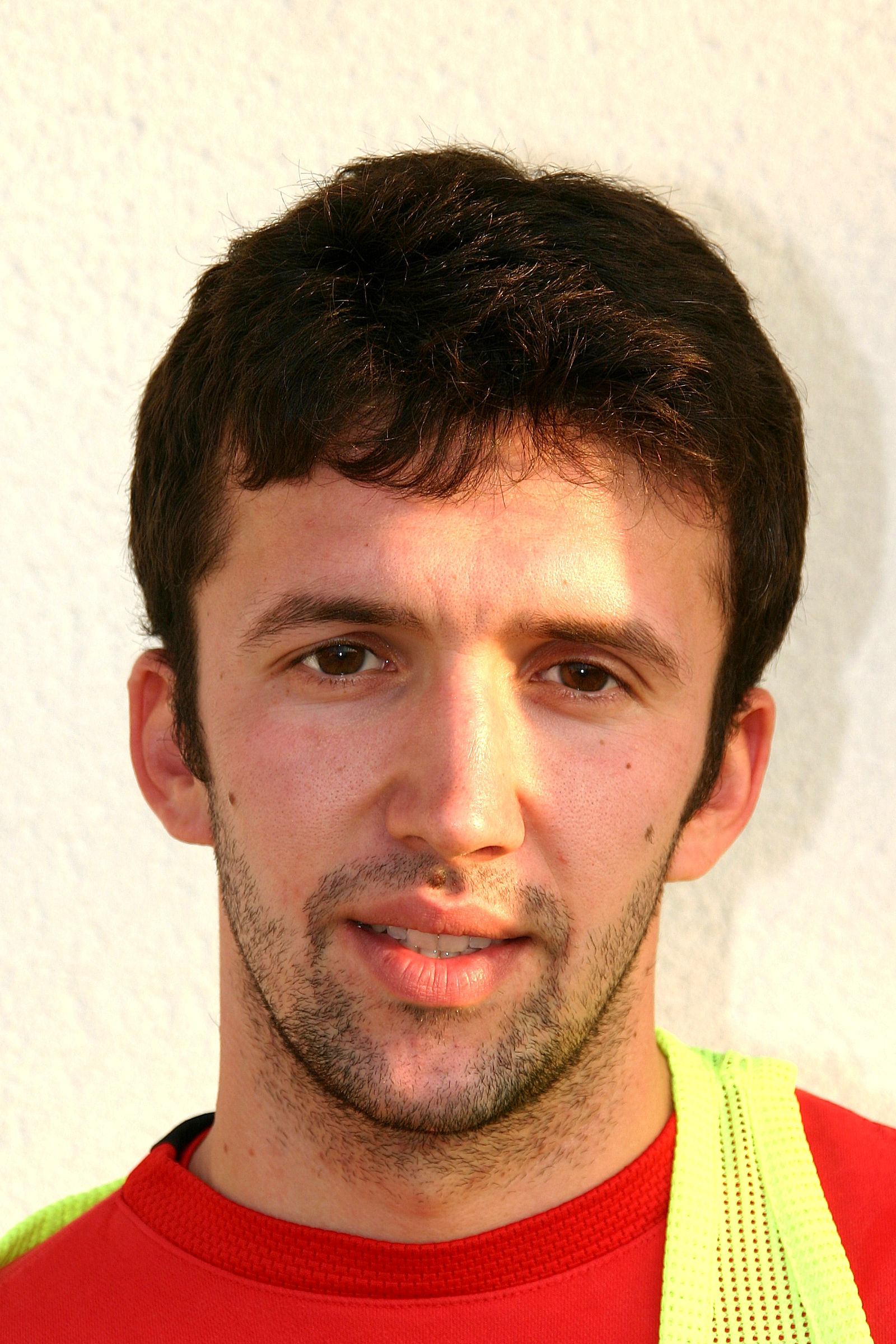
Mihael Rajic
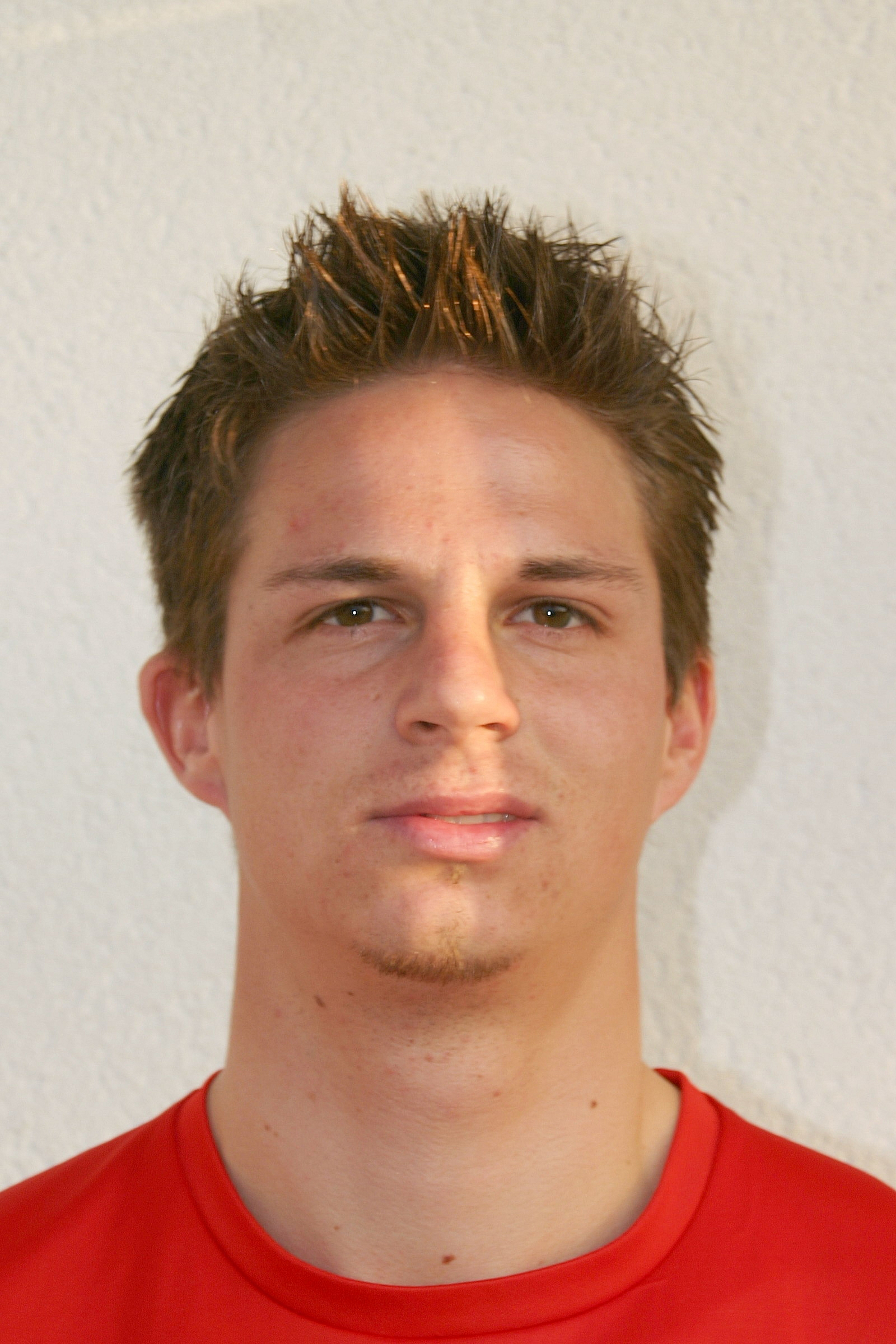
Sandro Samwald
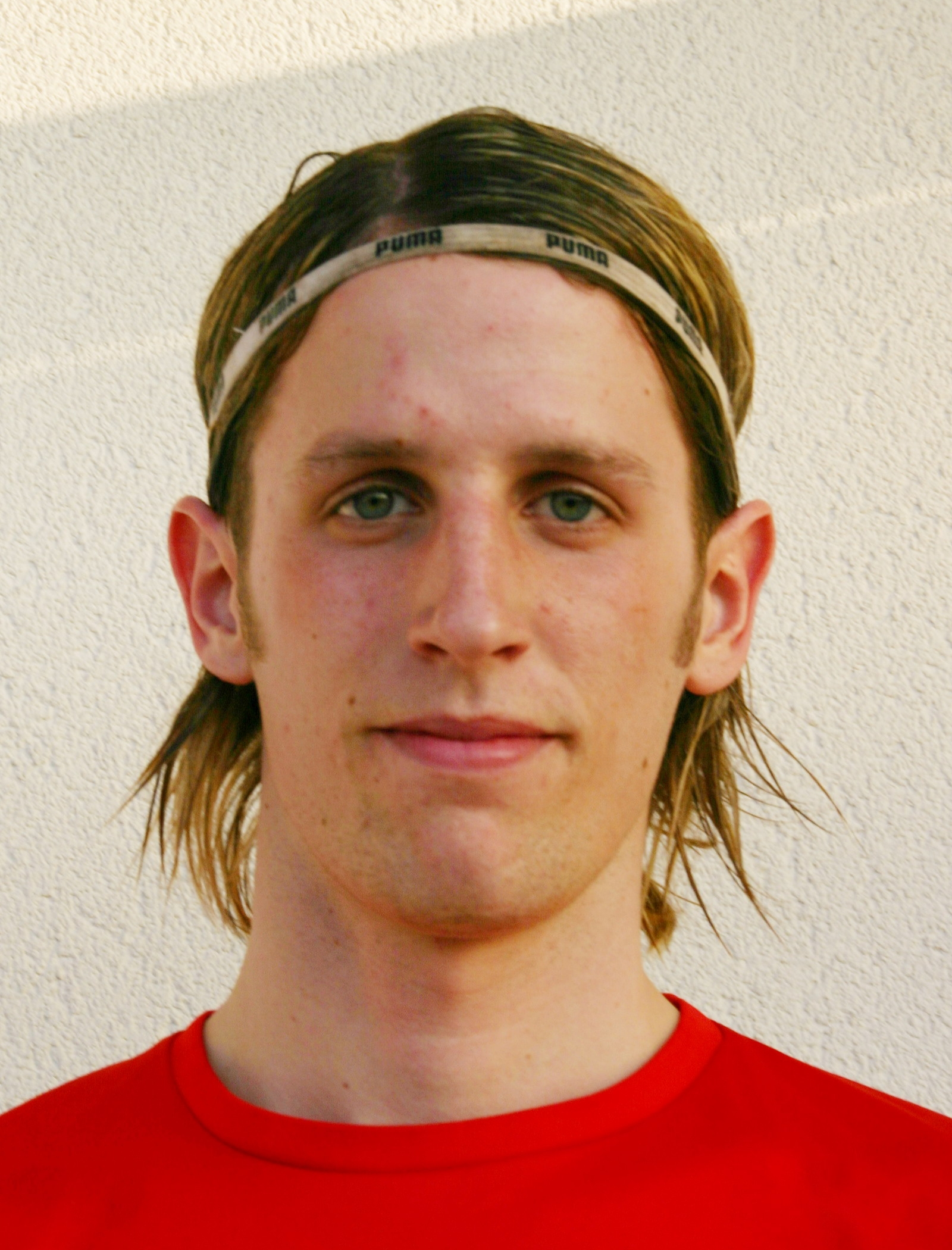
Christoph Schösswendter
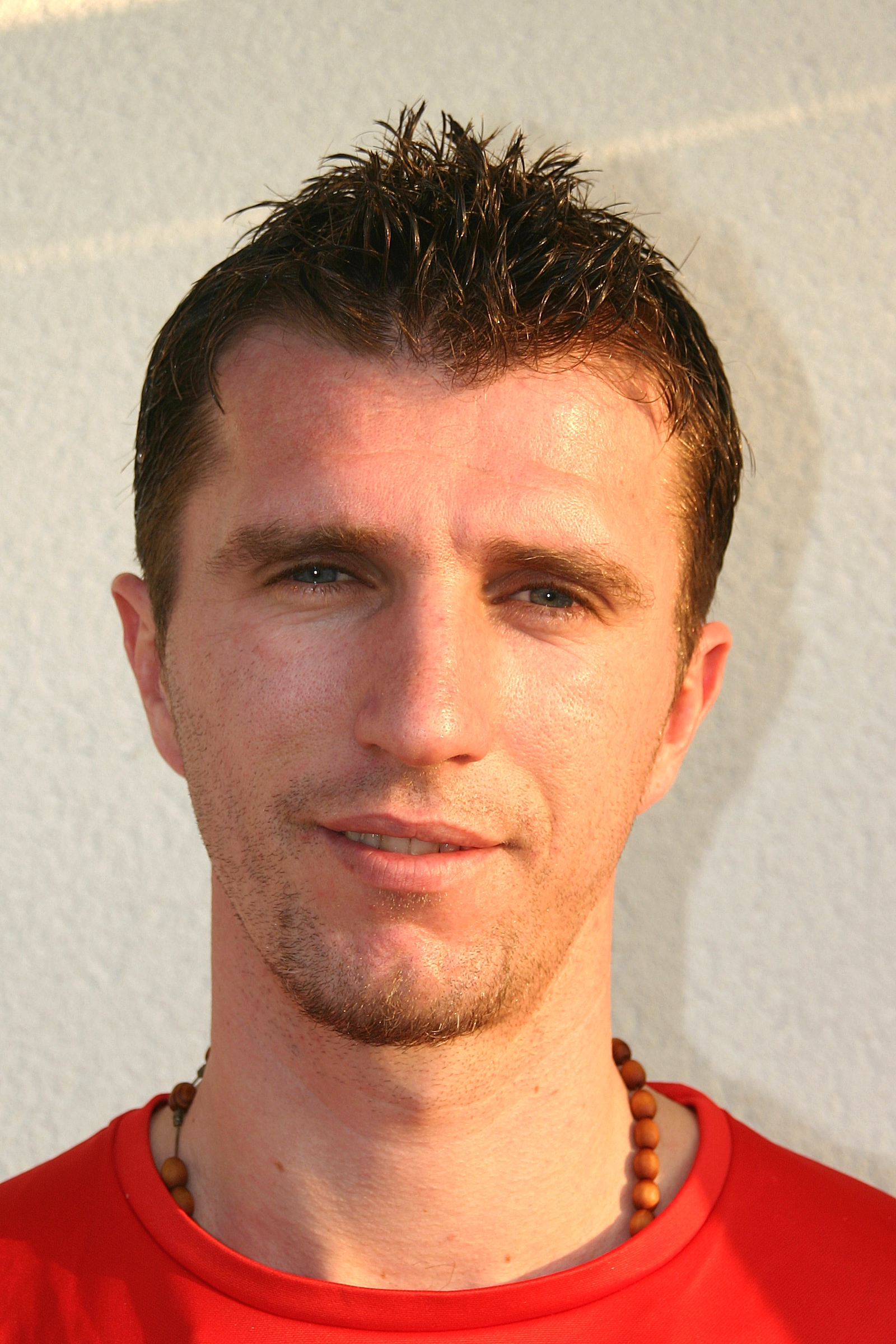
Igor Sekic
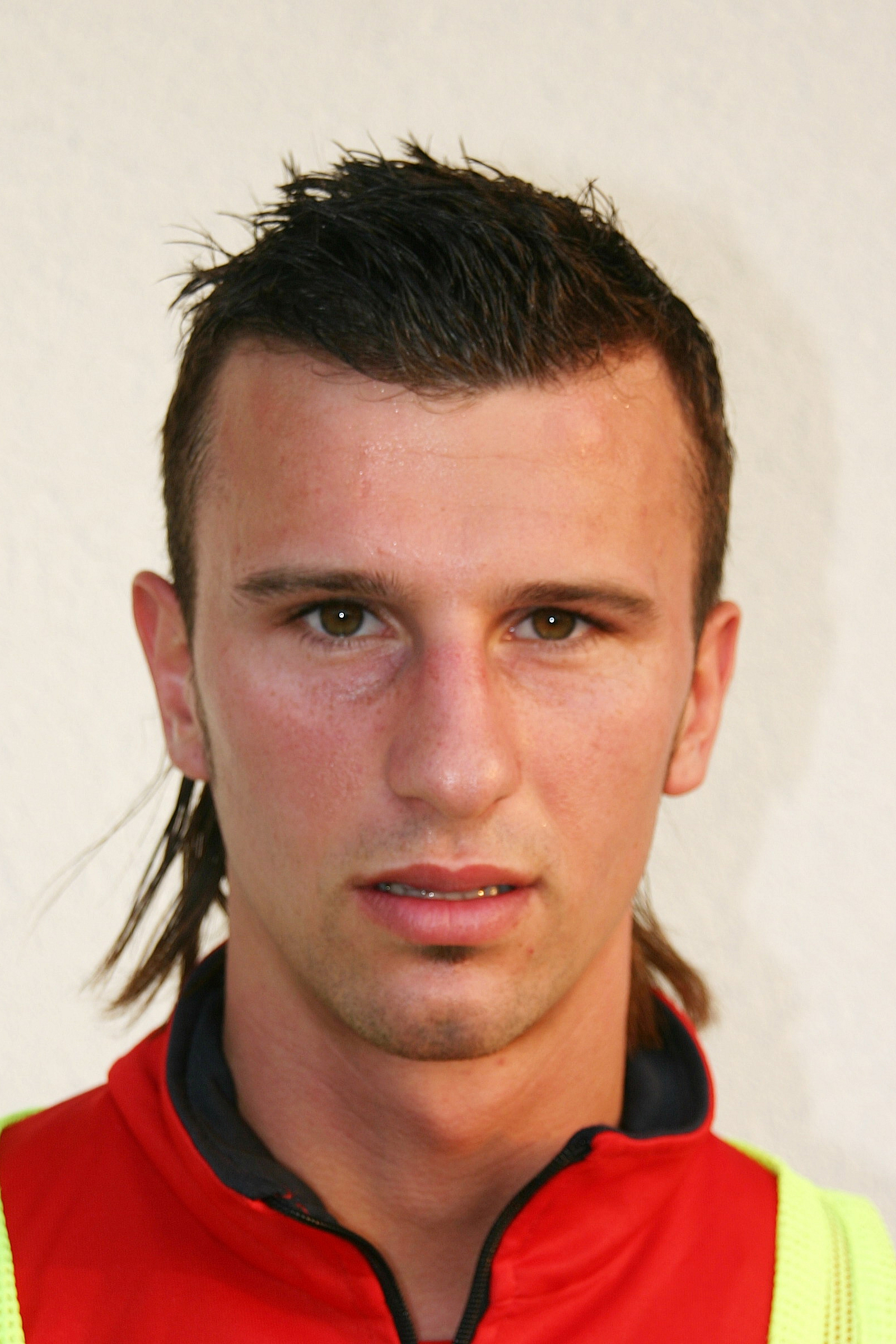
Devid Stanisavljevic
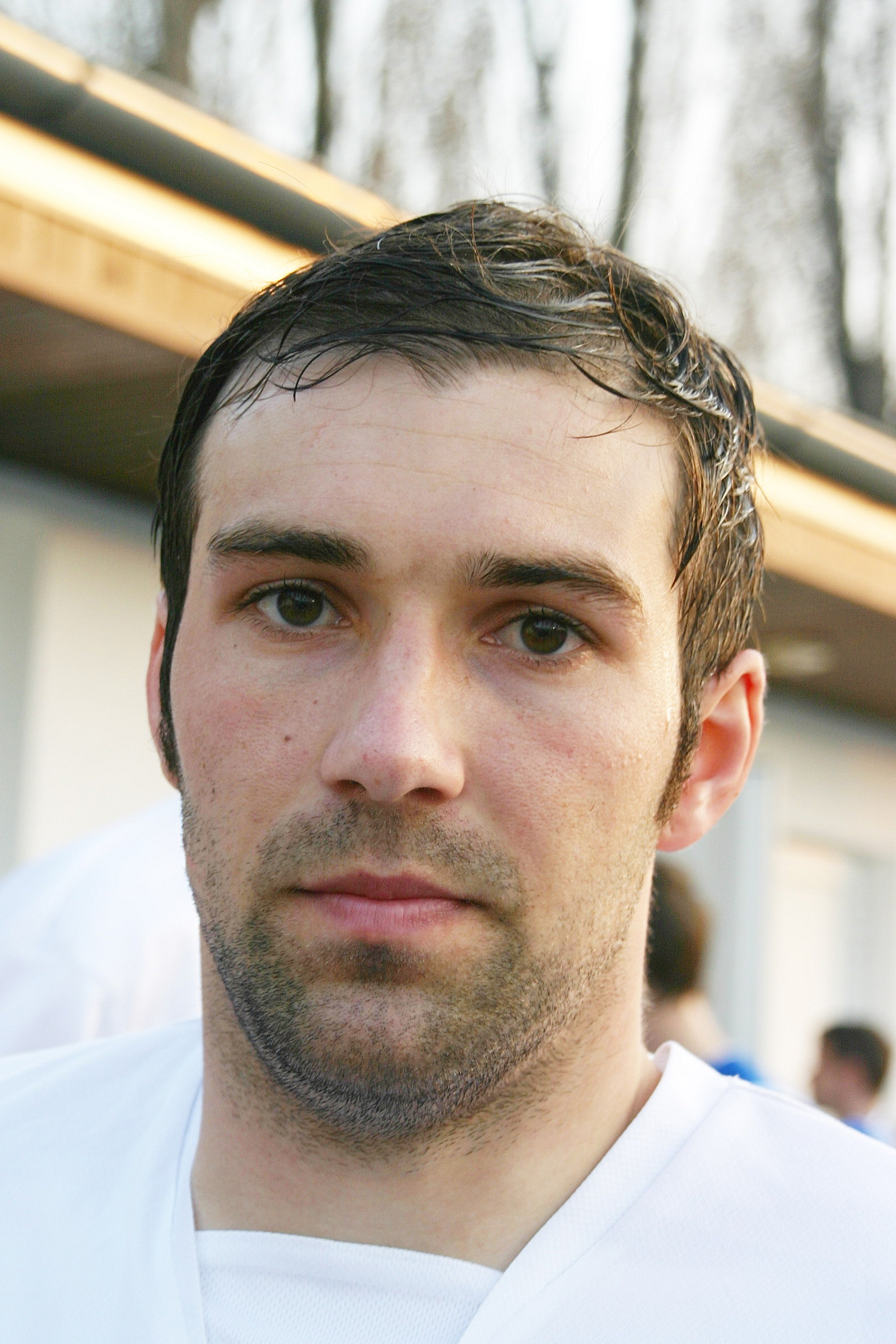
Mario Steiner
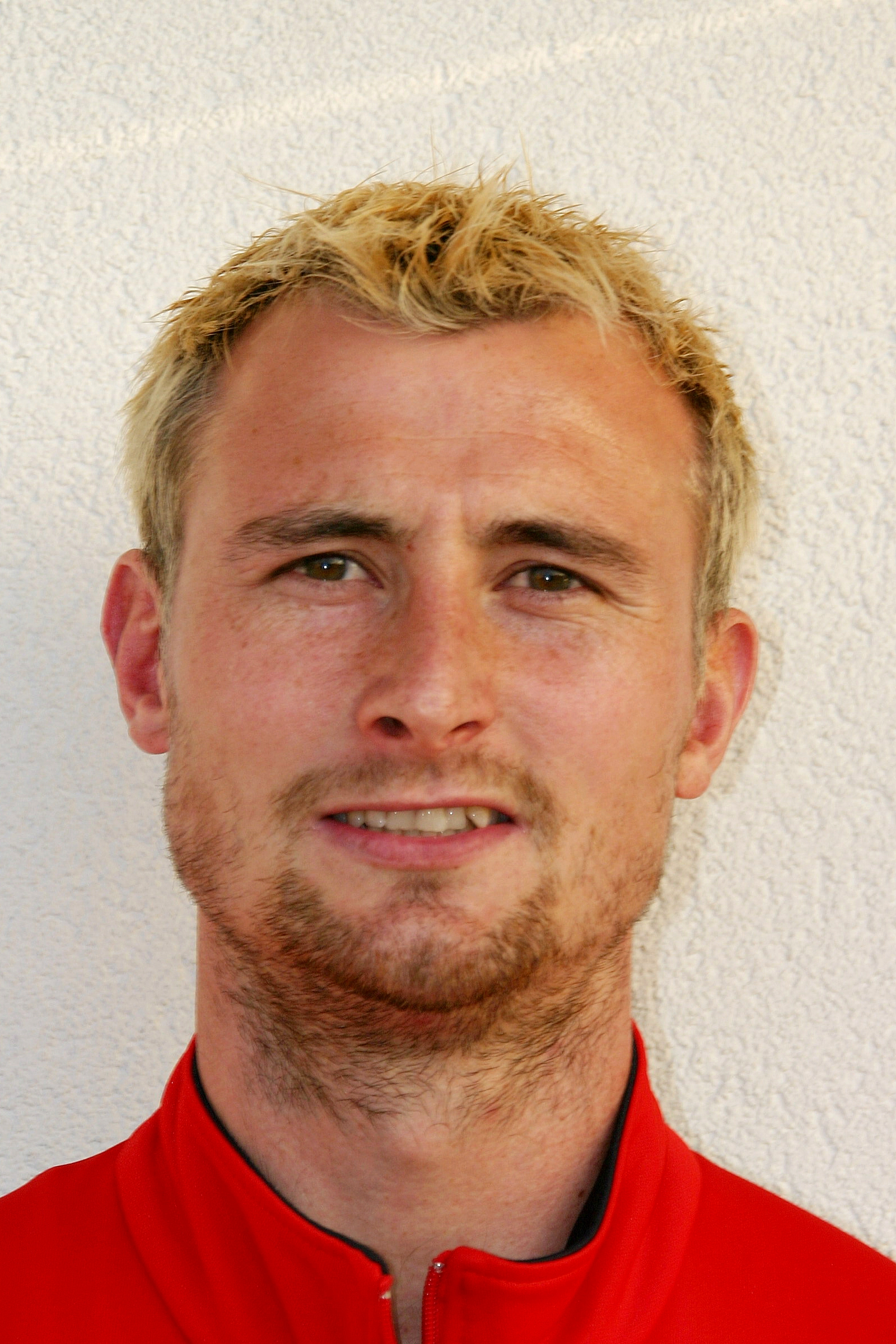
Michael Winsauer